# Tomoyasu Naito
Tomoyasu Naito (内藤 友康 Naito Tomoyasu?), född 11 september 1986 i Kanagawa prefektur, är en japansk fotbollsspelare.
Naito började sin karriär 2005 i Nagoya Grampus Eight. Efter Nagoya Grampus Eight spelade han för Avispa Fukuoka, Montedio Yamagata och Fukushima United FC.